# Lavassaare
Lavassaare (německy Lawasser) je estonský městys v kraji Pärnumaa. Spadá pod statutární město Pärnu.
V obci končí úzkorozchodná železnice (kdysi pokračovala až do Pärnu), která je využívána pro dopravu rašeliny. Část úzkorozchodného kolejiště využívá železniční muzeum, které shromažďuje velké množství úzkorozchodných železničních vozidel.